# City Of Surprise Women's Open 2011
Il 	City Of Surprise Women's Open 2011 è stato un torneo di tennis facente parte della categoria ITF Women's Circuit nell'ambito dell'ITF Women's Circuit 2011. Il torneo si è giocato a Surprise negli USA dal 14 al 20 febbraio 2011 su campi in cemento e aveva un montepremi di $25,000.

## Vincitori

### Singolare
Mónica Puig ha battuto in finale  Lenka Wienerová con il punteggio di 6–4, 6–0

### Doppio
Shūko Aoyama /  Remi Tezuka hanno battuto in finale  Mervana Jugić-Salkić /  Tetjana Lužans'ka con il punteggio di 6–3, 6–1